# Philippe Walkowiak
Pour les articles homonymes, voir Walkowiak.
Philippe Walkowiak est un journaliste belge né le 17 avril 1964[réf. souhaitée].
Entré à la RTBF en 1989, il est depuis 2007 responsable du service politique radio.
Journaliste au service politique de 1992 à 2001, il a également été le premier chef de rédaction de la radio VivaCité de 2002 à 2007.